# Шрум
Шрум (нім. Schrum) — громада в Німеччині, розташована в землі Шлезвіг-Гольштейн. Входить до складу району Дітмаршен. Складова частина об'єднання громад Міттельдітмаршен.
Площа — 5 км2. Населення становить 68 ос. (станом на 31 грудня 2020).